# Великолукская улица (Санкт-Петербург)
Великолу́кская у́лица — улица в Московском районе Санкт-Петербурга. По проекту проходит от Порховской улицы за Себежский переулок (по проекту планировки — до Порховской улицы), фактически — вдоль дома 42, корпус 9, по Пулковскому шоссе до Идрицкой улицы.

## История
Название было присвоено 4 июня 2019 года. Согласно топонимической концепции, все улицы на территории между Окружной, Варшавской железными дорогами и КАД наименованы по станциям Псковской области. Это обусловлено тем, что Варшавская железная дорога ведет в том числе в Псковскую область. Великие Луки — город Псковской области.
Движение по Великолукской улице открывалось секциями. Первый участок, 150-метровый, был запущен в 2019 году. В 2022 году Великолукская улица соединилась с Идрицкой улицей; с этого момента протяженность Великолукской улицы составила 670 м.

## Застройка
Единственный дом, выходящий на Великолукскую улицу, имеет адрес: Пулковское шоссе, 42, корпус 9. По Великолукской улице он не получил адрес, поскольку адрес дому присвоили 23 января 2019 года, то есть более чем за четыре месяца до утверждения названия улицы. Причиной затягивания процесса присвоения названия улицы называется нерасторопность топонимической комиссии, которая затягивала процесс. Дом был построен в 2019 году.